# 趙登
趙登，字從善，河南承宣布政使司開封府祥符縣（今河南省開封市）人，明朝政治人物、進士出身。

## 生平
永樂元年，鄉試中舉。永樂二年，登進士，授禮科給事中，以言事謫忠州判官，后升任雲南安寧州知州。宣德年間，改任湖州知府，正統年間致仕歸鄉。

## 延伸阅读
[在维基数据编辑]
 《明史卷二百八十一》，出自《明史》